# New York City Housing Authority

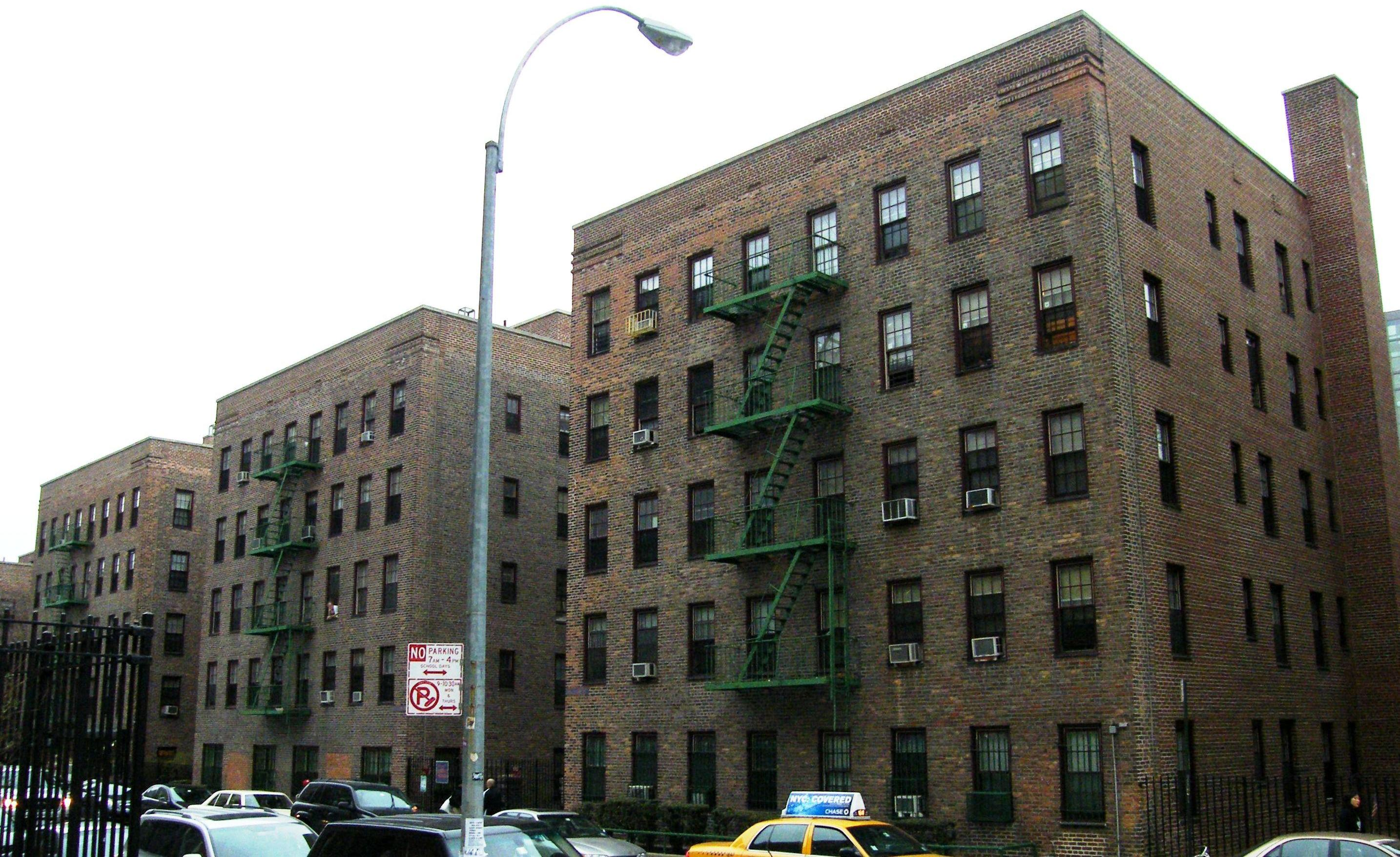
Das erste öffentliche Wohnungsprojekt in New York City, die First Houses

Die New York City Housing Authority (NYCHA) ist eine Behörde der Stadtverwaltung von New York City. Sie betreibt die Sozialwohnungen der Stadt. Zusammen mit dem New York City Department of Housing Preservation and Development (HPD) und der Housing Development Corporation (HDC) des Staates New York ist sie für die öffentliche Unterstützung des Wohnungswesens in New York City zuständig. Die NYCHA ist die größte öffentliche Wohnungsbehörde in den Vereinigten Staaten und größter Vermieter der Stadt New York.

## Geschichte
Die NYCHA wurde am 20. Januar 1934 vom New Yorker Bürgermeister Fiorello LaGuardia ins Leben gerufen und war die erste öffentliche Wohnungsbaubehörde in den Vereinigten Staaten. Bereits im nächsten Jahr, am 3. Dezember 1935, wurde das erste NYCHA-Sozialwohnungsprojekt, die First Houses in der Lower East Side, eingeweiht.

## NYCHA heute
Gegenwärtig (Stand: März 2021) betreibt die NYCHA 168.100 Wohnungen an 285 Standorten (177.611 Wohnungen in 335 Standorten inklusive Section 8, and PACT/RAD Programmen) in allen fünf New Yorker Stadtbezirken (Manhattan, Bronx, Brooklyn, Queens und Staten Island). Die NYCHA hat 12.088 Beschäftigte (21 % davon sind NYCHA Mieter), und 349.997 Menschen (Stand: März 2021) – etwas mehr als 4 Prozent aller New Yorker – wohnen in den 2.212 Gebäuden, die von der Behörde verwaltet werden.
Die NYCHA verwaltet außerdem das Mietzuschussprogramm des Department of Housing and Urban Development der US-Regierung (das sogenannte „Section 8“-Programm) für New York City, so dass insgesamt mehr als 547.891, oder 6,6 % aller New Yorker Unterstützung von NYCHA erhalten. Nur Einwohner, deren Einkommen unterhalb einer bestimmten Einkommensgrenze liegt, haben Anspruch auf eine NYCHA-Wohnung. NYCHA Mieter zahlen höchstens 30 % ihres Einkommens als Miete. Die monatliche Durchschnittsmiete betrug 536 US-Dollar (März 2021), verglichen mit 2.730 US-Dollar im Durchschnitt für ganz New York (2019). Allerdings ist das Jahresdurchschnittseinkommen der NYCHA Mieter mit 24.503 US-Dollar pro Haushalt weniger als halb so hoch wie dasjenige für ganz New York (63.998 US-Dollar, 2019).

## Probleme
NYCHA-Siedlungen wie beispielsweise die Queensbridge Houses oder Brownsville Houses sind oft soziale Brennpunkte mit hoher Arbeitslosigkeit und Kriminalität, die trotz zahlreicher Sozialprogramme und einer eigenen Polizei bislang nicht behoben werden konnten. Die marode Bausubstanz der Gebäude, die mehrheitlich vor 1965 fertiggestellt wurden, ist ein weiteres Problem, mit dem die NYCHA zu kämpfen hat.
Trotz der Probleme erfreuen sich die NYCHA Wohnungen großer Beliebtheit: 215.496 Familien standen auf der Warteliste für NYCHA Wohnungen und 37.988 Familien auf der Warteliste für das Section 8 Programm, wobei 7.017 Bewerber auf beiden Listen eingetragen waren (Stand: März 2021). Nur 2,2 % der Bewohner zogen im Kalenderjahr 2020 aus, und der Leerstand von 1,2 %, verglichen mit 3,6 % in Manhattan, ist sehr niedrig.

## Quelle
- Offizielle Website (englisch)